# مارك مور (متزحلق)
مارك مور (بالإنجليزية: Mark Moore)‏ هو متزحلق بريطاني، ولد في 28 سبتمبر 1961 في رينتلن في ألمانيا.

## وصلات خارجية
- مارك مور على موقع أوليمبيديا (الإنجليزية)